# モナステラーチェ
モナステラーチェ（イタリア語: Monasterace）は、イタリア共和国カラブリア州レッジョ・カラブリア県にある、人口約3,600人の基礎自治体（コムーネ）。

## 地理

### 位置・広がり

#### 隣接コムーネ
隣接するコムーネは以下の通り。括弧内のCZはカタンザーロ県所属を示す。
- グアルダヴァッレ (CZ)
- スティーロ